# Бексултанов, Муса Эльмурзаевич
Бексулта́нов, Муса́ Эльмурзаевич (1 июля 1954, с. Боровое, Мендыкаринский район, Казахская ССР, СССР) — известный современный чеченский писатель, прозаик, член Союзов писателей Чечни и России (1992), лауреат премии «Серебряная сова» 2005 года в номинации «Литература», Народный писатель Чеченской Республики (2005).

## Биография
Родился 1 июля 1954 году в селе Боровое Мендыкаринского района Казахской ССР. В 1957 году с родителями вернулся на родину. Детство прошло в селе Алхазурово Урус-Мартановского района. В 1979 году окончил филологический факультет Чечено-Ингушского государственного университета.
Работает в детском журнале «Стелаӏад» (с чеч. — «Радуга») главным редактором.